# ムード・トラッキング
ムード・トラッキング（英語: mood tracking、気分モニター）は、メンタルヘルスを改善するためのポジティブ心理学の手法で、一定の時間間隔で自分の気分を記録し、気分の変化のパターンを特定する。
不安障害、うつ病、双極性障害などの気分障害の人々のための自助法として提案されている。

## 解説
自身の気分を追跡するのに役立つツールやテクノロジーが利用可能となっている。
人気のある選択肢としては、ペンと紙のほか、ユーザーが時間の経過に伴う傾向を追跡できる気分モニターアプリなどがある。 FitbitやApple Watchなどのウェアラブルデバイスにも気分モニター機能が搭載されており、ユーザーは一日を通して気分を追跡し、そのデータに基づいて洞察や推奨事項を受け取ることができる    。
気分モニターは、メンタルヘルスと幸福感の向上を目指す人にとって貴重なツールになり得るが、考慮すべき潜在的な制限や倫理的な懸念もある。自身の感情状態を正確に報告しなかったり、社会的望ましさバイアス、自己報告バイアスが発生する可能性がある。
さらに、気分モニターを効果的に行うには、長期間にわたってモニターすることが必要となる。
気分モニターは専門的な精神科治療の代替として使用すべきではないとされており、むしろ、既存の治療を補い、よりよく生きるための有用なツールである。

## 実践
1. 紙またはメモ機能を準備し、1時間ごとに幸せと悲しみについて0～10点で評価する。（0=全くない、5：中等度、10：最大）備考として、気分に影響した可能性のある状況も記入する。
2. 数日間モニターを行い、時間ごとの感情記録を元に変化のパターンを探す。

気分をモニターするだけで、肯定的な気分改善効果やパニック発作の減少が起こる。また、幸福と悲しみは別の感情であり、それぞれ別の感情対処戦略が必要とされる。